# Machaut (krater)
Machaut är en nedslagskrater på planeten Merkurius, med en diameter på ungefär 104 kilometer.
Den är uppkallad efter franske poeten Guillaume de Machaut.